# William Thompson (Politiker)

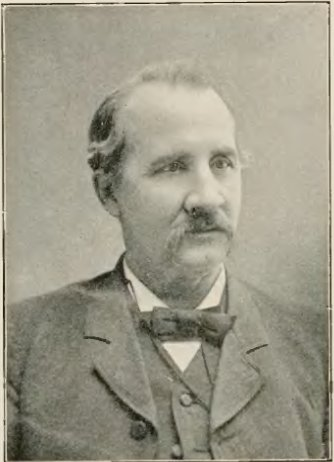
William Thompson

William Thompson (* 10. November 1813 im Fayette County, Pennsylvania; † 6. Oktober 1897 in Tacoma, Washington) war ein US-amerikanischer Politiker. Zwischen 1847 und 1850 vertrat er den Bundesstaat Iowa im US-Repräsentantenhaus.

## Werdegang
William Thompson besuchte die öffentlichen Schulen seiner Heimat. Später zog er nach Mount Pleasant im Iowa-Territorium. Er wurde Mitglied der Demokratischen Partei und saß im Jahr 1843 als Abgeordneter im territorialen Repräsentantenhaus. 1846 war er Sekretär bei der verfassungsgebenden Versammlung von Iowa.
Bei den Kongresswahlen des Jahres 1846 wurde Thompson im ersten Wahlbezirk von Iowa in das US-Repräsentantenhaus in Washington, D.C. gewählt, wo er am 4. März 1847 die Nachfolge von Serranus Clinton Hastings antrat. Damit konnte er bis zum 3. März 1849 eine Legislaturperiode im Kongress absolvieren. Bei seiner Wiederwahl im Jahr 1848 konnte er seinen Gegenkandidaten Daniel F. Miller von der Whig Party schlagen und am 4. März 1849 seine zweite Amtszeit im Kongress beginnen. Bei den Wahlen war es aber zu Unregelmäßigkeiten gekommen, weshalb Miller gegen den Wahlausgang Widerspruch erhob. Am 29. Juni 1850 wurde der Sitz für vakant erklärt und Sonderwahlen ausgeschrieben, die dann Miller gewann. Zwischen März 1849 und Juni 1850 war Thompson Vorsitzender des Ausschusses zur Kontrolle der Ausgaben des Postministeriums.
In den folgenden Jahren gab William Thompson die Zeitung „Iowa Gazette“ heraus. Im Jahr 1861 wurde er leitender Angestellter im Repräsentantenhaus von Iowa. Während des Bürgerkrieges stieg Thompson in der Armee der Union bis zum Brevet-Brigadegeneral auf. Nach Kriegsende blieb er als Hauptmann in der US-Armee und diente in der Siebten Kavallerie bis zum 15. Dezember 1875. Wenige Monate später wurde seine Einheit unter General George Armstrong Custer in der Schlacht am Little Bighorn aufgerieben.
Nach seiner Militärzeit zog William Thompson nach Tacoma im Staat Washington. Dort ist er im Jahr 1897 auch verstorben.